# Крикливый зуёк
Крикливый зуёк (лат. Charadrius vociferus) — вид птиц из семейства ржанковых.

## Описание
Крикливый зуёк длиной 26 см. Оперение верхней части тела серо-бурого цвета. Нижняя часть тела и шея белые. У птицы на груди двойная чёрная полоса. Хвост длинный, клиновидный. Гузка красно-коричневая. Молодые птицы похожи на взрослых птиц, однако чёрный рисунок лица выражен меньше.

## Распространение
Крикливый зуёк гнездится в Северной, Центральной и на севере Южной Америки. Северные популяции мигрируют зимой на юг. Редко птица появляется в Западной Европе. Она населяет преимущественно возделываемые земли и ищет на лугах, пастбищах, в болотистых плодородных почвах и устьях рек, часто также вблизи зданий, насекомых, червей и других беспозвоночных.

## Размножение

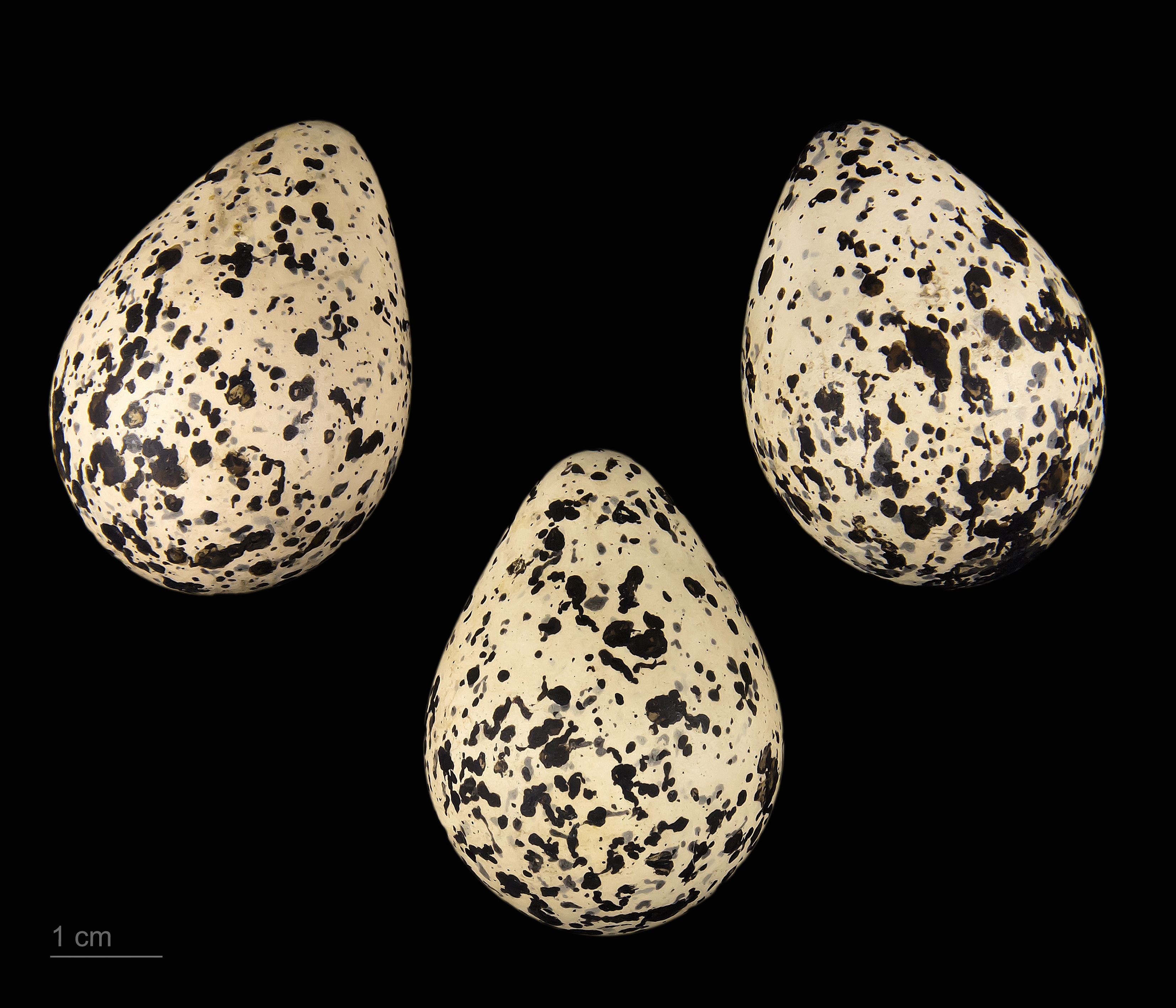
яйцо Charadrius vociferus - Тулузский музеум

Крикливый зуёк кладёт в ямку на земле чаще 4 яйца, высиживают которые обе родительских птицы примерно 4 недели. Молодые птицы появляются на свет зрячими и покрытыми пухом, уже через несколько часов они покидают гнездо в поисках корма. Тем не менее, родители заботятся о них, пока те не научатся летать.